# Ковалевски, Войцех
Во́йцех Ковале́вски (или Ковале́вский) (пол. Wojciech Kowalewski; 11 мая 1977, Белосток) — польский футболист, вратарь.

## Клубная карьера
Играл в клубах «Легия», «Дискоболия», «Шахтёр», «Спартак» (Москва), «Корона», «Ираклис».
Один из кумиров болельщиков «Спартака» в начале 2000-х. Провёл в составе команды 94 матча в РФПЛ, дважды завоевав со спартаковцами серебряные медали чемпионата России (2005 и 2006). Во время выступлений за «Спартак» 2 июня 2004 года сыграл за сборную легионеров чемпионата России.
Играл в греческом «Ираклисе», который 20 января 2010 года расторг контракт с голкипером. 8 февраля 2010 года Ковалевски подписал контракт с клубом «Сибирь». В конце 2010 года был выставлен «Сибирью» на трансфер.
15 января 2011 года подписал контракт с кипрским клубом «Анортосис». 29 февраля 2012 года объявил о завершении карьеры.

## Тренерская карьера
С февраля 2017 по июнь 2018 года являлся тренером вратарей в «Легии».
16 декабря 2019 года стал президентом польского клуба Первой лиги «Стомиль» из города Ольштын.

## Достижения
Легия
- Чемпион Польши: 2001/02
- Обладатель Кубка польской лиги: 2002

Шахтёр
- Чемпион Украины: 2001/02
- Обладатель Кубка Украины: 2001/02

Спартак
- Серебряный призёр Чемпионата России: 2005, 2006
- Финалист Кубка России: 2005/06

Сибирь
- Финалист Кубка России: 2009/10

### Личные
- В Списках 33 лучших футболистов Чемпионата России : № 2 (2005)
- Награда «Золотой кабан» от болельщиков ФК «Спартак»: 2004, 2005

## Статистика выступлений
| Сезон   | Команда              | Игр | Пропущено |
| ------- | -------------------- | --- | --------- |
| 1996/97 | Вигры (Сувалки)      | 21  | 0         |
| 1997/98 | Легия (Варшава)      | 1   | 0         |
| 2000/01 | Дискоболия Гродзиск  | 15  | 19        |
| 2001/02 | Легия (Варшава)      | 16  | 14        |
| 2001/02 | Шахтёр (Донецк)      | 15  | 11        |
| 2002/03 | Шахтёр (Донецк)      | 14  | 19        |
| 2003    | Спартак (Москва)     | 16  | 21        |
| 2004    | Спартак (Москва)     | 36  | 49        |
| 2005    | Спартак (Москва)     | 29  | 25        |
| 2006    | Спартак (Москва)     | 41  | 50        |
| 2007    | Спартак (Москва)     | 2   | 5         |
| 2008    | Корона (Кельце)      | 14  | ?         |
| 2008    | Ираклис (Салоники)   | 23  | ?         |
| 2009    | Ираклис (Салоники)   | ?   | ?         |
| 2010    | Сибирь (Новосибирск) | 15  | 31        |

### За сборную Польши
| Год  | Игр | Пропущено |
| ---- | --- | --------- |
| 2002 | 3   | 0         |
| 2004 | 1   | 0         |
| 2005 | 2   | 0         |
| 2006 | 3   | 2         |
| 2007 | 1   | 0         |
| 2008 | 0   | 0         |
| 2009 | 1   | 2         |